# 维利耶路易
维利耶路易（法語：Villiers-Louis，法語發音：[vilje lwi]，[vijɛʁ-]）是法国勃艮第-弗朗什-孔泰大区约讷省的一个市镇，位于该省北部，属于桑斯区。

## 地理
维利耶路易（48°11'27"N, 3°24'9"E）面积11.07 平方千米，位于法国勃艮第-弗朗什-孔泰大區约讷省，该省份为法国中北部内陆省份，西接卢瓦雷省，西北接塞纳-马恩省，南至涅夫勒省，东临科多尔省，东北与奥布省接壤。
与维利耶路易接壤的市镇（或旧市镇、城区）包括：方丹拉加亚尔德、小马莱、瓦讷河桥村、萨利尼、莱瓦莱德拉瓦讷。

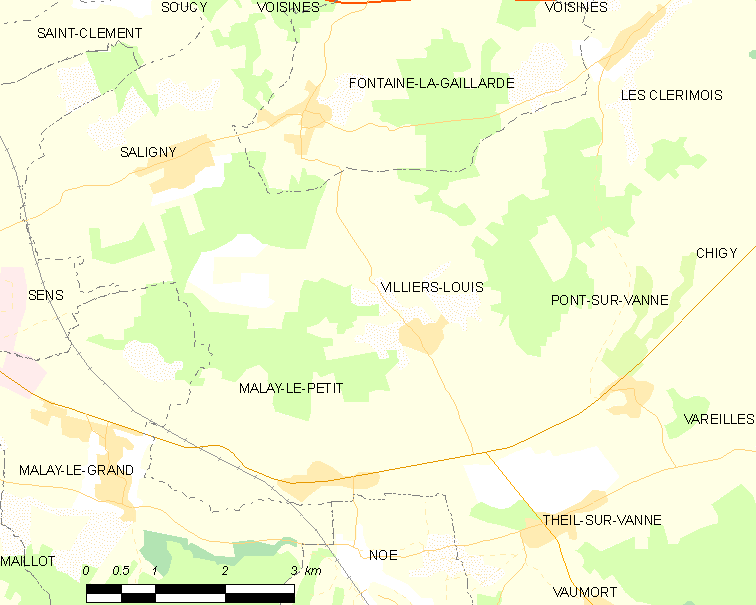
维利耶路易的OSM定位图

维利耶路易的时区为UTC+01:00、UTC+02:00（夏令时）。

## 行政
维利耶路易的邮政编码为89320，INSEE市镇编码为89471。

## 政治
维利耶路易所属的省级选区为阿尔芒松河畔布列农县。

## 人口

1962-2008年间维利耶路易人口变化图示

维利耶路易于2022年1月1日时的人口数量为463人。